# كلارنس هايس
كلارنس هايس (بالإنجليزية: Clarence Heise)‏ هو لاعب كرة قاعدة أمريكي، ولد في 7 أغسطس 1907 في توبيكا في الولايات المتحدة، وتوفي في 30 أبريل 1999 في وينتر بارك، فلوريدا في الولايات المتحدة.

## وصلات خارجية
- كلارنس هايس على موقعبيزبول رفرنس.كوم (الدوري الرئيسي) (الإنجليزية)